# Civic Duty
Civic Duty es una película de suspense de 2006 dirigida por Jeff Renfroe y protagonizada por Peter Krause, Khaled Abol Naga, Kari Matchett y Richard Schiff.

## Argumento
La película trata sobre un contable estadounidense, bombardeado por la obsesión de los medios de comunicación con conspiraciones tras los sucesos del 11 de septiembre, que está impactado cuando un estudiante islámico se traslada a la casa de al lado.

## Reparto
- Peter Krause como Terry Allen.
- Kari Matchett como Marla Allen.
- Richard Schiff como el agente del FBI Tom Hilary.
- Khaled Abol Naga como Gabe Hassan.
- Ian Tracey como el teniente Randall Lloyd.
- Vanesa Tomasino como cajera.
- Laurie Murdoch como responsable de créditos.
- Michael Roberds como empleado de la oficina de correos.
- Agam Darshi como enfermera.
- Mark Brandon como el presentador de noche Bret Anderson.
- Brenda Crichlow como la presentadora de día Tricia Wise.
- Val Cole como la presentadora de la mañana Susan Harwood.
- Mark Docherty como el periodista Chad Winslow.
- Michael St. John Smith como analista legal.
- P. Lynn Johnson como el gobernante Bradley.

## Recepción
Según Rotten Tomatoes, al 56% de los críticos les gustó la película, mientras que le gustó al 38% de la audiencia.
A Richard Nilsen, crítico de cine para The Arizona Republic, le gustó la película en ocasiones, pero no del todo: «desarrolla considerable suspense y tensión; Renfroe ha aprendido bien de Hitchcock. Y la confrontación final da lugar a un punto culminante desgarrador. Pero esto no puede salvar a la película de un final tonto y melodramático».